# UHC Stockerau
 Union Handballclub Stockerau  ist ein Handballverein aus Stockerau, Niederösterreich in Österreich.

## Geschichte
Im Jahr 1946 wurde der UHC Stockerau gegründet. In den Jahren 1946 bis 1970 konnte der Verein erste Erfolge bei regionalen Turnieren erzielen, wie 1950 der Gewinn des Steffen-Pokals in Eggenburg, außerdem schaffte der UHC Stockerau mehrmals den Sieg beim Korneuburger Wenisch-Turnier. Zu dieser Zeit gab es noch keine Staatsliga, weshalb die Mannschaft Wettspielreisen nach Deutschland und nach Brünn, wo man als Union HC-KPÖ Stockerau auftrat, unternahm. Nach der Gründung der Handball-Staatsliga spielte der UHC Stockerau 2 Saisonen in der Staatsliga A, der höchsten Spielklasse, ehe man in die Staatsliga B abstieg. Zwischen 1972 und 1985 spielten die Stockerauer fast durchgehend in der 2. Spielklasse.
1978 schafften sie den Aufstieg, nach nur einer Saison stieg die Mannschaft jedoch wieder ab. Ab 1985 ging es mit dem UHC Stockerau steil bergauf. In diesem Jahr wurde nicht nur die Sporthalle Stockerau eröffnet, sondern auch mit der Jugendarbeit begonnen, außerdem wurde die Mannschaft zur besten in Niederösterreich gewählt. Einen historischen Erfolg schaffte der Verein in der Saison 1985/86 in diesem Jahr wurde erstmals der Aufsteiger auf Anhieb Meister in der Staatsliga A. Im Jahr darauf feierte der UHC Stockerau sein Debüt im Europacup gegen Dukla Prag. International war der UHC Stockerau in der Saison 1990/91 am erfolgreichsten, so triumphierte die Mannschaft über BSV Bern, Baník Karviná, und musste sich erst im Viertelfinale gegen Bramac Veszprém geschlagen geben.
Obwohl der UHC Stockerau durch den 2. Platz beim Aufstiegs-Play-Off seinen sportlichen Verbleib in der Liga A sicherstellen konnte, musste der Verein sich aufgrund von finanziellen Schwierigkeiten aus den beiden höchsten Ligen Österreichs verabschieden und spielte in der folgenden Saison nur noch in der 1. NÖ-Landesliga. Nachdem der Verein auch hier abgestiegen war, hatten die Stockerauer ein Jahr in der 2. Landesliga zu bestreiten. 2005 gelang der Wiederaufstieg in die 1. NÖ-Landesliga. In der Saison 2007/08 konnte der NÖ Landesmeistertitel in den Finalspielen gegen die Union St. Pölten errungen und dadurch die Teilnahme an der Regionalliga fixiert werden. Im Jahr 2009 konnte neben der Verteidigung des Landesmeistertitels auch der Regionalligasieg und somit der Aufstieg in die Bundesliga erreicht werden.
Die Damenmannschaft siegte im ÖHB-Cup 2017/18.

## Vereinsstruktur (Saison 2009/10)

### Herren-Mannschaften
- Kampfmannschaft Männer
- 2. Mannschaft Männer
- Farmteam Männer
- Männl. Jugend: U19, U17, U15, U14, U13, U12, U11, U9

### Damen-Mannschaften
- Kampfmannschaft Damen
- Damen WHA U17
- Weibl. Jugend: U17, U15, U13, U11, U9

## Vereinsadresse
UHC Stockerau Handball

Sportzentrum Alte Au
Alte Au 6

A-2000 Stockerau

## Erfolge
Männer
- 1 × Österreichischer Meister (1986)
- 3 × ÖHB-Cupsieger (1988, 1989, 1990)
- Europacup-Viertelfinale 1990/91

Frauen
- 1 × ÖHB-Cupsieger (2018)
- WHA Vizemeister (2018)

## Bekannte Spieler
Zu den bekannten Spielern gehören:
- Andreas Dittert
- David Szlezak
- Bernhard Binder
- Guido Graf
- Martin Lauermann
- Martin Schierer
- Stefan Bardel